# Lista dos condes de Roucy

Brasão de Armas da Casa de Roucy.

Brasão de Armas da Casa de Montididier

Brasão de Armas da Casa de Pirrepont.

Brasão de Armas da Casa de Sarrebruck.

Brasão de Armas da Casa de Roye

Brasão de Armas da Casa de La Rochefoucauld

Brasão de Armas da Casa de Béthune

Este artigo é uma lista dos condes de Roucy. Na França medieval, Roucy era um condado onde se deu a sucessão de algumas família de linhagem nobres.

## Primeiros condes
(950-967) : Reinaldo de Roucy, conde de Roucy e de Reims († 967).
Casou-se com Alberada da Lotaríngia, filha de Gilberto, duque da Lotaríngia, e de Gerberga de Saxe (casada depois com Luís IV de Além Mar rei da França)
(967-v.1000) : Giberto de Roucy, conde de Roucy e viconde de Reims († v.1000), filho do precedente
Documentos da época não mencionam o parentesco entre Gilberto e seu sucessor Ebles I. Ao longo dos tempos pensou-se que Ebles I de Roucy era filho de Gilberto e de uma filha de Guilherme III, duque da Aquitânia e conde de Poitiers.
Um estudo recente pende para uma outra tese: Ebles I de Roucy seria na verdade  filho de Ebles de Poitiers (ele sim o filho de  Guilherme IV de Poitiers e de Ema de Blois) e sua mãe seria uma filha do conde  Alberico II, de Mâcon, e de Ermentrude de Roucy, irmã de Gilberto de Roucy, seu antecessor.
(1000-1033) : Ebles I de Roucy, conde de Roucy e arcebispo de Reims (1021-1033).
Casou-se com Beatriz de Hainaut, filha de Ranier IV, conde de Hainaut e de Edvirge de França, ou Hadwige (970-1013), filha de Hugo Capeto.

## Casa de Montdidier
(1033-1063) : Hilduino IV de Montdidier, filho de Hilduíno III, senhor de Ramerupt. Sucedeu ao pai em Ramerupt e ao sogro como conde de Roucy.
Casou-se em 1031 com Alice de Roucy (v.1015-1020 † 1062), filha de Ebles I de Roucy e de Beatriz de Hainaut
(1063-1104) : Ebles II, conde de Roucy, filho  dos precedentes.
Casou-se com Sibila de Autavila, filha de Roberto Guiscardo e de Sykelgaite de Salerno
(1104-1160) : Hugo I, conde de Roucy, filho  do precedente.
Casou-se com Riquilda de Hohenstaufen, filha de Frederico I de Staufen e de Ágnes da Francônia
(1160-1180) : Guiscardo, conde de Roucy, filho  do precedente.
Casou-se com Elisabete de Mareuil
(1180-1196) : Raul I, conde de Roucy, filho  do precedente.
Casou-se com Isabela de Coucy, filha de Raul I, senhor de Coucy e de Ágnes de Hainaut
(1196-1200) : João I, conde de Roucy, irmão do precedente.
Casou-se com Beatriz de Vignory
(1200-????) : Enguerrando III de Coucy († 1243), senhor de Coucy, conde de Roucy
As razões pelas quais ele tornou-se conde de Roucy são bem claras:
- Ele se casou com Beatriz de Vignory, viúva de João I;
- Ele se casou-se com Eustácia de Roucy e
- sua  irmã Isabela de Coucy era esposa de Raul I

## Casa de Pierrepont
(????-????) : Eustácia de Roucy,  († 1221) filha de Roberto Guiscardo de Roucy.
Casou-se com Roberto I de Pierrepont, senhor de Pierrepont e conde de Roucy
(????-1251) : João II de Pierrepont, filho  dos precedentes
Casou-se em primeiras núpcias com Isabela de Dreux;
em segundas núpcias com Joana de Dampierre e
em terceiras núpcias com Maria de Dammartin († 1279)
(1251-1271) : João III de Pierrepont, filho  do precedente
Casou-se com Isabela de Mercœur
(1271-1304) : João IV de Pierrepont, filho  do precedente
Casou-se com Joana de Dreux
(1304-1346) : João V de Pierrepont, filho  do precedente
Casou-se com Margarida de Baumetz
(1346-1364) : Roberto II de Pierrepont, filho  do precedente
Casou-se com Maria de Enghien
(1364-1370) : Isabela de Pierrepont, filha do precedente
Casou-se com Luís de Namur
Ela vendeu o Roucy a Luís I de Anjou em 1370, mas seu tio fez valer seus direitos de linhagem e levou o caso ao Parlamento de Paris para obter o condado. O processo durou 20 anos mas o veredicto lhe foi favorável.
(1370-1384) : Luís I de Anjou, duque de Anjou, filho  de João II, o Bom, rei da França  e de Bonne do Luxemburgo
Casou-se com Maria de Blois, filha de Carlos, Duque da Bretanha
(1384-1390) : Luís II de Anjou, filho  do precedente
Casou-se em 1400 com Iolanda de Aragão, baronesa de Lunel
(1390-1392) : Simão de Pierrepont, filho  de [[João V de Pierrepont e de Margarida de Baumetz
Casou-se com Maria de Châtillon
(1392-1395) : Hugo II de Pierrepont, filho  do precedente
Casou-se com Branca de Coucy
(1395-1415) : João VI de Pierrepont, filho  do precedente
Casou-se com Elisabete de Montagu

## Casa de Sarrebruck
(1415-1459) : Joana de Pierrepont, filha do precedente
Casou-se em 1417 com Roberto III de Sarrebruck, senhor de Commercy († 1460)
(1459-1492) : João VII de Sarrebruck, filho  dos precedentes
Casou-se com Catarina de Orléans.
(1492-1504) : Roberto IV de Sarrebruck, sobrinho do precedente e filho  de Amado de Sarrebruck e de Guilhermina de Luxemburgo
Casou-se com Maria de Amboise, irmã do cardeal de Amboise. Sua  filha Guilhermina casou-se com Roberto III de La Marck de Bouillon

## Casa de Roye
(1504-1542) : Catarina de Sarrebruck, filha do precedente,
Casou-se em 1505 com Antônio de Roye († 1515)
(1542-1551) : Carlos I de Roye, filho  dos precedentes
Casou-se em 1528 com Madalena de Mailly

## Casa de La Rochefoucauld
(1551-1572) : Carlota de Roye, filha do precedente
Casou-se em 1557 com Francisco III de la Rochefoucauld
(1572-1589) : Josué de la Rochefoucauld, filho  dos precedentes
(1689-1605) : Carlos II de la Rochefoucauld, irmão do precedente
Casou-se com Cláudia de Gontaut-Biron
(1605-1680) : Francisco IV de la Rochefoucauld, filho  do precedente
Casou-se com Juliana Catarina de La Tour de Auvergne, filha de Henrique de La Tour de Auvergne
(1680-1690) : Frederico-Carlos de la Rochefoucauld, filho  do precedente
Casou-se com Elisabete de Durfort, neta de Henrique de La Tour de Auvergne e irmã de Jacques-Henrique de Durfort
(1690-1721) : Francisco V de la Rochefoucauld, filho  do precedente
Casou-se com Catarina Francisca de Arpajon
(1721-1725) : Francisco VI de la Rochefoucauld, filho  do precedente
Casou-se com Margarida Elisabete Huguet

## Casa de Béthune
(1725-1784) : Marta Elisabete de la Rochefoucauld, filha do precedente
Casou-se em 1737 com Francisco José de Béthune (1719 † 1739), marquês de Ancenis
(1784-1789) : Armando José de Béthune († 1800), marquês de Charrost
Casou-se com Henriqueta Adelaide de Bouchet